# Tom Scheunemann

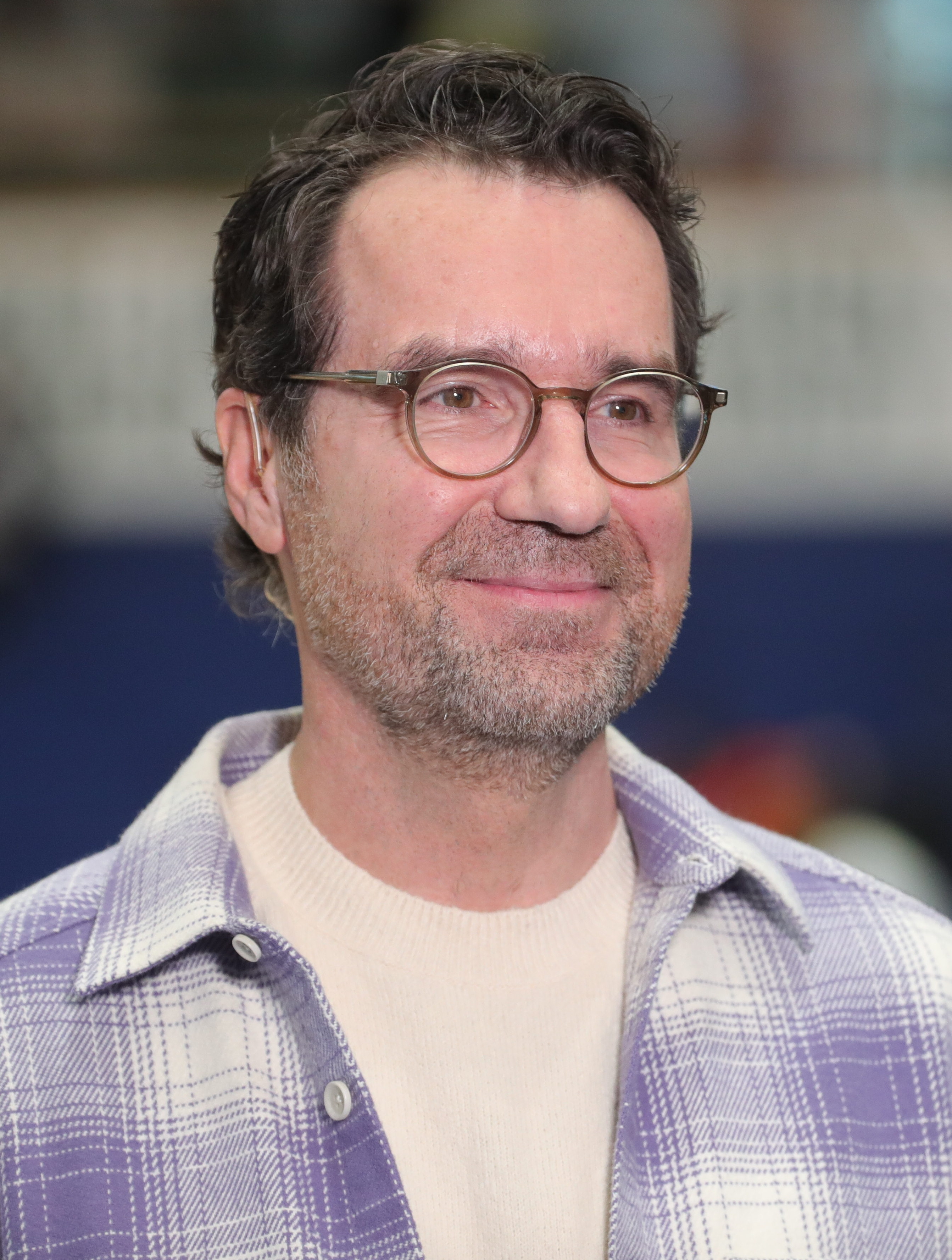
Tom Scheunemann, 2023

Tom Scheunemann (* 12. Mai 1968 in Berlin) ist ein deutscher Sportreporter.

## Leben
Aufgewachsen als Sohn eines Radsporttrainers, fand er jedoch nicht den Weg zum Radsport, sondern wurde Eisschnellläufer. Seine guten Leistungen verhalfen ihm zur Aufnahme in der Kinder- und Jugendsportschule (KJS) „Ernst Grube“ beim Turn- und Sportclub Berlin (TSC Berlin), wo zeitgleich auch die später bekannten Radsportler Erik Zabel, Jens Voigt und Jan Schaffrath von Scheunemanns Vater trainiert wurden. 1984 verließ Scheunemann die KJS und entschied sich für eine Laufbahn bei der Handelsschifffahrt. Bei der Deutschen Seereederei Rostock (DSR) strebte er die Laufbahn des Nautischen Offiziers an. Er wollte „Kapitän zur See“ werden. 5 Jahre später sorgten der Fall der Mauer und die Wiedervereinigung für eine Wende in seinem Leben.
Tom Scheunemann wechselte 1991 zunächst zum Radio. Susanne Matthiesen, die Chefredakteurin des Nachrichtensenders Inforadio 101 in Berlin, gab ihm die Chance für ein Praktikum, später bekam er ein Volontariat zum Redakteur für Nachrichten, Zeitgeschehen und Sport. Es folgten erfolgreiche Jahre als Nachrichten-Anchor und Sportreporter bei Inforadio und dem Berliner Rundfunk. 1993 wechselte Scheunemann vom Radio zum Fernsehen, zunächst zum ersten deutschen privaten Regionalsender IA Fernsehen. Dort war er Sportredakteur und wurde 1994 vom Chefredakteur Michael Stellmacher zum Sportchef des Senders berufen. 1996 nahm er das Angebot des deutschen TV-Senders Sat.1 an und wechselte als Redakteur, Filmemacher und später auch als Reporter und Moderator in die ran-Redaktion zu ran, 2008 wechselte Tom Scheunemann zum Mitteldeutschen Rundfunk nach Leipzig. 
Er kommentierte und moderierte Fußballspiele in der Sat.1-Sendung ran – Sat.1 Bundesliga und Fußballspiele der UEFA Champions League für Sat.1 und Sat.1 – Frühstücksfernsehen. Auch für die Moderation bei der Eishockey-WM für Sat.1 und von 1999 bis 2004 die DEL-Live-Übertragungen und Eishockey-Playoffs für Premiere war er zuständig. In der Saison 2006/2007 moderierte und kommentierte er für Arena TV, einer Tochtergesellschaft der Unity Media, die Spiele der 1. und 2. Fußball-Bundesliga sowie moderierte die Bob- und Skeletonübertragungen bei den Weltcups und der Weltmeisterschaft in St. Moritz.
Von 1996 bis 2009 arbeitete Tom Scheunemann für die ProSiebenSat.1 Media AG in Hamburg, München und Berlin und war seit 2005 als Reporter für die DFB-Nationalmannschaft verantwortlich. Für die Programme der ProSiebenSat.1 Media AG, wie N24 und Sat.1, Pro7 und Kabel1-News berichtete er live von der Weltmeisterschaft 2006 in Deutschland und der Europameisterschaft 2008 in Österreich/Schweiz.
Im Jahr 2007 nahm Scheunemann für Arena TV an der Wok-WM von Stefan Raab teil. Er kommentiert zusätzlich Fußballspiele der 3. Liga für den Mitteldeutschen Rundfunk. Seit 2009 moderiert Tom Scheunemann die Sportsendung „Sport im Osten“, „mdr-aktuell“ und „mdr um 11“ beim Mitteldeutschen Rundfunk.
Im November 2008 gründete Scheunemann die Agentur Kunst und Freunde Er fördert junge Künstler der modernen Malerei. Im Juli 2009 gründete er den Online-Branchendienst www.bulinews.de. Die BuLinews GmbH beliefert die Fußball-Fans in Deutschland kostenlos mit den News des Tages speziell über ihren Lieblingsverein.
Seine ersten Olympischen Spiele erlebte er 2002 als Reporter für Premiere in Salt Lake City. Dort war er für die Wettbewerbe im Eishockey und Eisschnelllauf zuständig. 2004 folgten die Sommerspiele in Athen, 2006 war er in Turin erneut für die ProSiebenSat.1 Media AG im Einsatz.
Im Januar 2010 wurde Tom Scheunemann in das ARD-Olympiateam für die Winterspiele 2010 in Vancouver/Kanada berufen und kommentierte dort als ARD-Reporter die Spiele des olympischen Eishockey-Turniers.
2011 war Tom Scheunemann Reporter und Moderator in ARD-Wintersportsendungen (Bob- und Skeleton-Weltcup), sowie beim größten Reitsport-Ereignis des Jahres, den Weltcup-Finals in Leipzig und bei der Eishockey-WM in der Slowakei.
Auch 2012 ist er wieder als Moderator an den Bob- und Skeletonbahnen dabei.
Für seine TV-Reportage „Der Fall Pechstein“ erhielt Scheunemann 2016 den Fernsehpreis des VDS (Verband Deutscher Sportjournalisten).
2018 kommentierte er wieder das olympische Eishockeyturnier für die ARD und begleitete so als Reporter die DEB-Auswahl zu ihrem historischen Gewinn der olympischen Silbermedaille in Pyeongchang. 